# Општина Дарманешти (Сучава)
Дарманешти (рум. Dărmăneşti) општина је у Румунији у округу Сучава.
Oпштина се налази на надморској висини од 367 m.